# Communauté de communes du Pays de la Gacilly
Die Communauté de communes du Pays de la Gacilly ist ein ehemaliger französischer Gemeindeverband mit der Rechtsform einer Communauté de communes im Département Morbihan in der Region Bretagne. Sein Einzugsgebiet lag ganz im Osten des Départements. Der am 8. Dezember 2008 gegründete Gemeindeverband bestand aus neun Gemeinden, sein Verwaltungssitz befand sich in dem Ort La Gacilly.

## Aufgaben
Zu den vorgeschriebenen Kompetenzen gehörten die Entwicklung und Förderung wirtschaftlicher Aktivitäten und des Tourismus sowie die Raumplanung auf Basis eines Schéma de Cohérence Territoriale. Der Gemeindeverband betrieb außerdem die Abwasserentsorgung.

## Historische Entwicklung
Mit Wirkung vom 1. Januar 2017 fusionierte der Gemeindeverband mit der Guer Communauté und der Communauté de communes du Val d’Oust et de Lanvaux und bildete so die Nachfolgeorganisation De l’Oust à Brocéliande Communauté.

## Ehemalige Mitgliedsgemeinden
1. Carentoir
2. La Chapelle-Gaceline
3. Cournon
4. Les Fougerêts
5. La Gacilly
6. Glénac
7. Quelneuc
8. Saint-Martin-sur-Oust
9. Tréal